# 邢燕子
邢燕子（1941年1月15日—2022年4月6日），原名邢秀英，乳名燕子，天津市宝坻区大钟庄镇司家庄人，全国劳动模范，三届中国共产党中央委员会委员，曾5次受到毛泽东主席接见、13次受到周恩来总理接见。

## 人物生平
1947年，在从宝坻县城撤离的国军制造的“火烧北大洼”事件中生还。
1958年7月，自宝坻县巴庄子农业中学毕业，回司家庄务农。
1959年，邢燕子组织了由7名青年妇女构成的宝坻北大洼地区第一个妇女治鱼队，为“燕子突击队”的前身。
1960年，荣获全国劳模称号，时为河北省汉沽市大钟庄人民公社司家庄生产队“燕子突击队”队长。
1960年9月18日，加入中国共产党。
1960年10月和1976年9月两次成为《人民画报》封面人物。
1962年5月15日，在《天津日报》发表公开信《欢迎新战友参加农业战线》。
1964年6月，邢燕子被当选为中国共青团第九次全国代表大会代表。
1973年4月，由周恩来总理亲自提名，随中日友好协会代表团访问日本。同年8月举行的中共十大上当选为第十届中国共产党中央委员会委员。
历任第十至十二届中国共产党中央委员会委员、第三届全国人大代表、河北省委委员、宝坻县委副书记、天津地委常委、天津市委书记（1973.11-1983.06）、天津市政协副主席（1980-1985）、天津市北郊区（今北辰区）永新知青综合场党支部副书记（1981-1984）、天津市北辰区人大常委会副主任（1984-2001）等职。
2001年，退休。
2009年9月14日，被评为全国“双百人物”。
2019年10月1日，荣获“新中国最美奋斗者”称号。
2022年4月6日7时40分因病逝世，享壽81岁。

## 以其为原型的文艺作品

### 诗歌
《邢燕子歌》：郭沫若作词，刊登于1960年9月17日《中国青年报》。后由刘炽谱曲。诗歌手稿现藏于中国知青主题馆。

### 话剧
《邢燕子》- 河北省话剧院（村里、苏野执笔，宋英杰导演，马秀英饰邢燕子）。